# Pseudomyrmex endophytus
Pseudomyrmex endophytus es una especie de hormiga del género Pseudomyrmex, subfamilia Pseudomyrmecinae.

## Historia
Esta especie fue descrita científicamente por Forel en 1912.